# Therese Sjögran

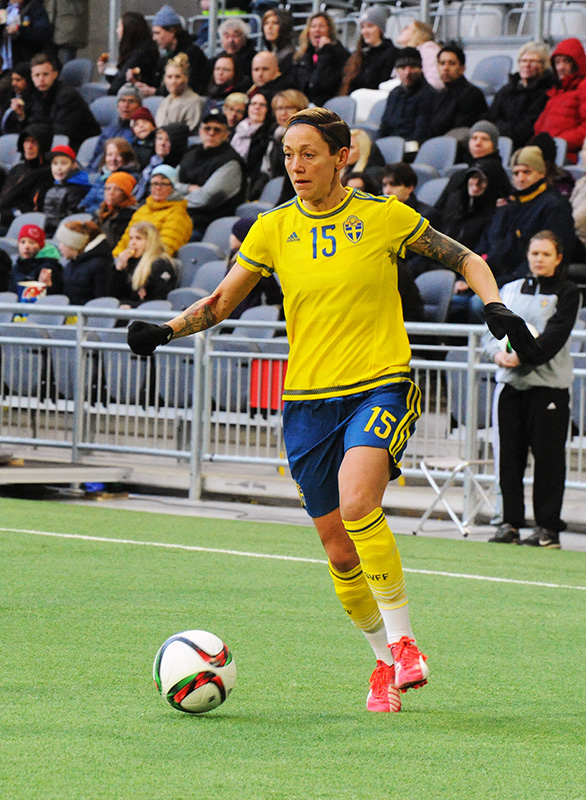
Therese Sjögran i en landskamp med Sverige, mot Danmark, 8 april 2015.

Kerstin Ingrid Therese Sjögran, född 8 april 1977 i Södra Sandby församling i Malmöhus län, är en svensk före detta fotbollsspelare. Hon spelade sist i FC Rosengård (tidigare LdB FC). Hon var under 2011 proffs i den amerikanska fotbollsklubben Sky Blue FC.

## Karriär
Therese Sjögran spelade under sina tidiga juniorår (1983–1989) i Harlösa AIF utanför Lund, där familjen bodde. I samband med att familjen flyttade till Veberöd, började Sjögran i det lokala Veberöds AIF. Där debuterade hon även 1992 i klubbens seniorlag, då i division III, endast 14 år fyllda. Hon följde även med när laget några år senare avancerade upp i division II.
Som 16-åring nominerades Therese Sjögran till Skånes länslag och deltog då i Cup Kommunal. Senare blev hon även uttagen till två landskamper med Flicklandslaget samt spelade i ett drygt 20-tal matcher i U20-landslaget. I det senare landslaget var Sjögran med och vann en turnering i Bulgarien.
1997 värvade division I-laget Wä IF henne. Under året gick laget upp i Damallsvenskan, och där blev laget (från 1999 under nya namnet Kristianstad/Wä DFF) fast förankrat, med Therese Sjögran som en av stöttepelarna. Den 30 oktober 1997 debuterade Sjögran även i svenska A-landslaget.
År 2000 skrev Sjögran på kontrakt med Malmö FF, och hon blev där lagkamrat med spelare som Malin Andersson och polska målskytten Luiza Pendyk.
I Malmöklubben (2007 namnbytt till LdB FC) kom Therese Sjögran att stanna fram till 2011, då hon gjorde en ettårig proffssejour i amerikanska Sky Blue FC. 2012 kom Sjögran dock tillbaka till Sverige och LdB FC. 
Med sina 214 landskamper var hon fram till och med 2021 den svensk som spelat flest matcher för ett svenskt landslag i fotboll genom tiderna.
Hon blev i December 2024 ny Sportchef för Manchester City W.F.C.

## Efter spelarkarriären
Våren 2017 deltog Sjögran i den nionde säsongen av TV-programmet Mästarnas mästare.

## Klubbar
- 1983–1989 – Harlösa IF (moderklubb)
- 1989–1996 – Veberöds AIF (1989–1991 som junior)
- 1997–2000 – Kristianstads DFF (1997–1998 som Wä IF)
- 2001–2010 – LdB FC (2001–2006 som Malmö FF)
- 2011 – Sky Blue FC
- 2012–2015 – FC Rosengård (2012–2013 som LdB FC)

## Meriter
- 214 landskamper (till och med juni 2015)[9]
- 21 landslagsmål[10]
- EM-silver 2001
- VM-silver 2003
- VM-brons 2011
- OS 2000
- OS 2004
- EM 2005
- 4 SM-guld
- 3 SM-silver
- 5 SM-brons
- 1 Svenska Cupen-silver
- Semifinal i UEFA Women's Cup 2004

## Utmärkelser
- 2007, 2010 Diamantbollen[11]
- 2007, 2008 Årets Mittfältare vid Fotbollsgalan 2007 och Fotbollsgalan 2008[9]
- 2015 Fotbollskanalens hederspris vid Fotbollsgalan 2015
- 2016 Konungens medalj av 8:e storleken i högblått band